# 卵萼假鹤虱
卵萼假鹤虱（学名：Eritrichium nucinatum）是紫草科齿缘草属的植物，是中国的特有植物。分布于锡金、克什米尔、巴基斯坦、印度以及中国大陆的云南、西藏等地，生长于海拔2,700米至4,500米的地区，常生于林下、潮湿山坡以及林间草地，目前尚未由人工引种栽培。

## 别名
西藏假鹤虱（中国高等植物图鉴）